# Malibu
Malibu é uma influente cidade em frente a praia, localizada no noroeste do condado de Los Angeles, na Califórnia, costa oeste dos Estados Unidos. Foi incorporada em 1991. Possui pouco mais de 10 mil habitantes, de acordo com o censo nacional de 2020.
Apelidado de "o Bu" por surfistas e moradores locais, a comunidade é famosa por suas praias de areia quente, e por ser o lar de muitas estrelas de cinema de Hollywood e outros associados à indústria do entretenimento. Sinais ao redor da cidade proclamam "27 milhas de beleza cênica", referindo-se ao comprimento original de Malibu de 27 milhas (43 km), antes de a cidade ter sido incorporada em 1991.
Se espalha por uma faixa costeira de 43 km do Oceano Pacífico, famosa por suas praias de areias quentes propícias aos esportes de verão e ao surf e por ser a moradia de diversas celebridades ligadas à indústria do entretenimento de Hollywood e da Califórnia. Uma popular placa da cidade estampa: "Malibu: A Way of Life" (em português:  Malibu: Um Estilo de Vida).
A cidade é cortada pela Pacific Coast Highway, a mais importante auto-estrada expressa da Califórnia, que cruza as famosas praias de Escondido, Zuma, Surfrider e Paradise. No limite oeste da linha costeira encontra-se Pirate’s Cove, assim nomeada por contrabandistas de rum durante a Lei Seca, que a usavam para descarregar suas mercadorias vindas por via marítima para a Califórnia. Devido a este isolamento, a área hoje foi transformada em área de nudismo.

## Geografia
De acordo com o Departamento do Censo dos Estados Unidos, a cidade tem uma área de 256,7 km², dos quais 51,4 km² estão cobertos por terra e 205,3 km² por água, isto é, 80% do território.

## Demografia

### Censo 2020
Segundo o censo nacional de 2020, a sua população é de 10 654 habitantes e sua densidade populacional de 207,3 hab/km². Houve um decréscimo populacional na última década de -15,7%.
Possui 6 624 residências que resulta em uma densidade de 128,9 residências/km² e uma redução de -3,5% em relação ao censo anterior. Deste total, 31,2% das unidades habitacionais estão desocupadas. A média de ocupação é de 2,3 pessoas por residência.
Existem 5 168 famílias e 2,4% da população não possui cobertura de plano de saúde. A renda familiar média é de 162 716 dólares, a taxa de emprego é de 57,7% e 66,0% dos habitantes possuem diploma de nível superior.

## Marcos históricos

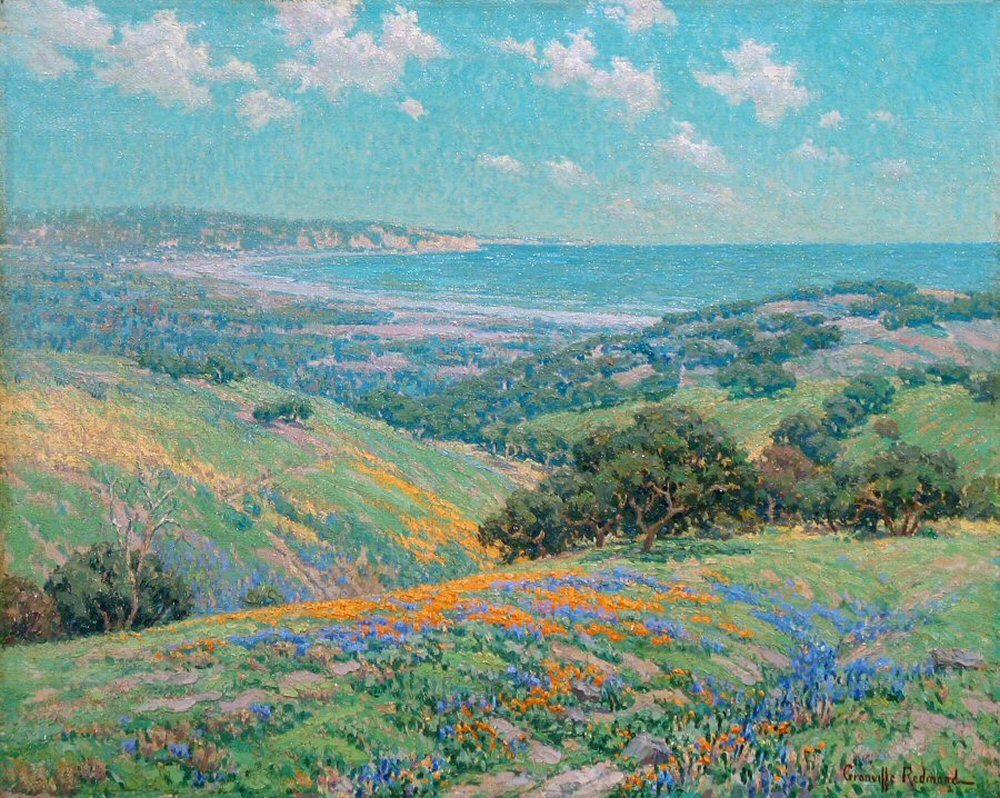
Pinturaa de paisagens dos Estados Unidos, Paisagens com flores silvestres na Califórnia, Los Angeles na década de 1920.

O Registro Nacional de Lugares Históricos lista seis marcos históricos em Malibu. O primeiro marco foi designado em 1 de setembro de 1976 e o mais recente em 26 de junho de 2019, o Hunt House.

## Galeria de imagens

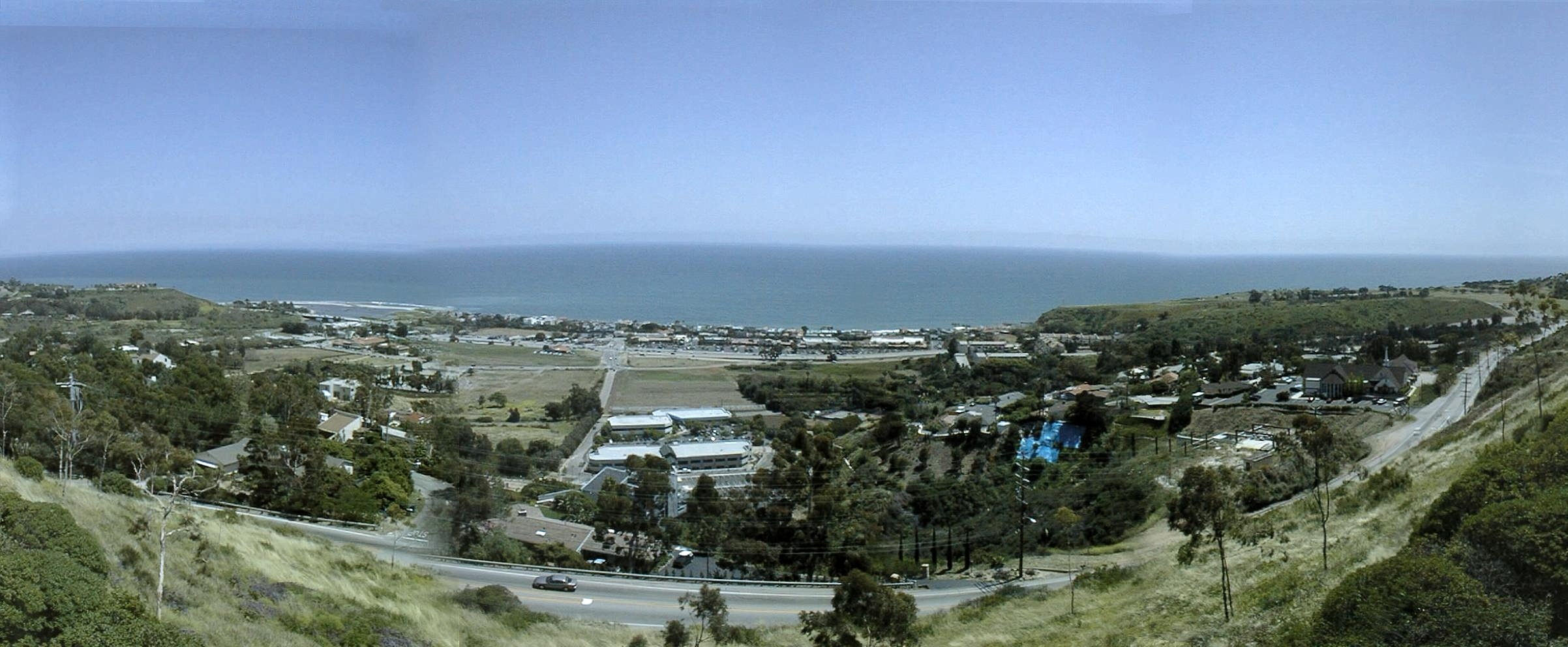
Panorâmica da cidade
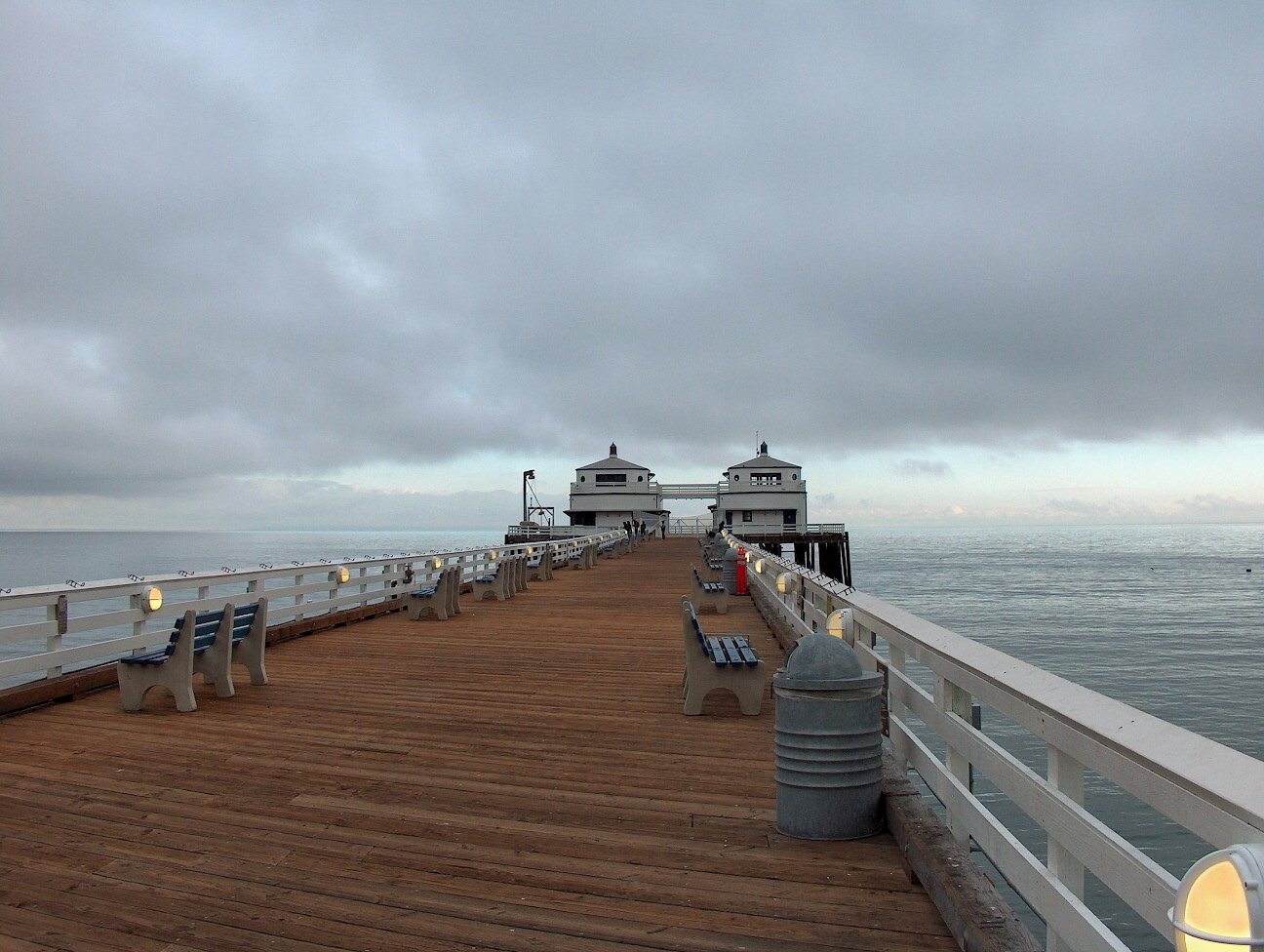
O pier de Malibu na praia de Surfrider